# Hof van Sint-Monica
De Hof van Sint-Monica, voorheen Rooms-Katholiek Weeshuis of Augustinessenklooster, is een appartementencomplex, in het verleden een weeshuis, daarna een klooster, in het centrum van de Nederlandse stad Maastricht. Het gebouwencomplex in het Jekerkwartier, met als hoofdadres Lenculenstraat 21, is deels geklasseerd als rijksmonument, deels als gemeentelijk monument.

## Geschiedenis
In 1698 kocht de magistraat van Maastricht een aantal huizen aan de Lenculenstraat ter huisvesting van een rooms-katholiek weeshuis. Al eerder schijnt aan de Verwerhoek een weeshuis gevestigd te zijn geweest, wellicht opgeheven bij de verovering van de stad door de Staatse troepen in 1632. Iets verderop in dezelfde straat lag sinds 1695 het protestants weeshuis (zie: Toneelacademie Maastricht). Het R.K. Weeshuis was in 1670, na veel weerstand van de kleine maar invloedrijke protestantse minderheid in Maastricht, (her)opgericht en gehuisvest in het voormalige Sint-Annadalconvent aan de Lantaarnstraat. Het weeshuis telde in 1812 61 wezen, waarvan er zes (kinderen jonger dan zeven jaar) bij particulieren waren ondergebracht. In de 18e eeuw werden tevens wezen opgenomen door het armenhuis in de Grote Looiersstraat, vanaf 1797 gevestigd in het Nieuwenhofklooster. Aanvankelijk werd het weeshuis beheerd door de Zusters van Sint-Annadal, daarna door het Burgerlijk Armbestuur; van 1839 tot 1948 door de Liefdezusters van de Heilige Carolus Borromeus ("Zusters Onder de Bogen"). Het complex onderging diverse verbouwingen en uitbreidingen. Omstreeks 1900 werd de weeshuiskapel vervangen door de nog bestaande neogotische kapel.
Het Augustinessenklooster werd in 1962 gevestigd in het leegstaande weeshuis met de bijbehorende kapel. De Zusters Augustinessen van Sint-Monica vestigden zich in Maastricht op uitnodiging van de Maastrichtse burgemeester Michiels van Kessenich en deken Jenneskens. De in 1934 in Utrecht gestichte kloostercongregatie wijdde zich onder meer aan de crisisopvang van dakloze vrouwen en meisjes, en met name ongehuwde moeders en hun kinderen. In Maastricht verrichtten zij daarnaast parochiewerk in samenwerking met de geestelijkheid van de Sint-Matthijsparochie en in Malpertuis en Limmel. De zusters droegen een zwart (of in de zomer gebroken wit) habijt met aan de hals een groene en gele bies, en op het hoofd een zwart kapje, eveneens met bies, met een korte sluier.
In 1996 was het aantal actieve zusters dermate teruggelopen dat het sociale meisjeswerk moest worden overgedragen aan de Stichting 't Wiecker Hoes. De overgebleven zusters verhuisden naar een nieuwe communiteit aan de Statensingel 173 en waren daarna nog enige jaren actief in de verpleegkliniek Klevarie en in enkele parochies. In 2005 werd de Maastrichtse vestiging van de Zusters Augustinessen van Sint-Monica opgeheven.
In het gebouwencomplex aan de Lenculenstraat/Verwerhoek zijn omstreeks 2009 een twaalftal luxe stadswoningen gerealiseerd met een ondergrondse parkeergarage. In de kapel worden af en toe exposities gehouden.

## Gebouwen

### Voormalig weeshuis
Het complex bestaat uit een drietal panden die om een binnenhof zijn gegroepeerd. Op de hoek van de Lenculenstraat en de Verwerhoek ligt een pand waarvan de geschiedenis teruggaat tot vóór 1650. De beide hoekgevels met rondbogige spaarvelden over twee verdiepingen zijn in de 20e eeuw vernieuwd. Aansluitend ligt aan de Lenculenstraat een neoclassicistische toegangspoort van Naamse steen uit het begin van de 19e eeuw, waarboven de tekst "Hof van St. Monica" is aangebracht. Het poortgebouw verbindt het hoekpand met een brede, wit gesausde baksteengevel met zes vensterassen. De deur- en vensteropeningen op de begane grond hebben een hardstenen omlijsting. Aan de hofzijde heeft dit gedeelte muurankers die het jaartal (16)40 vormen. Hier bevindt zich ook een gevelsteen uit 1778. De rectorswoning met bakstenen puntgevel uit 1910 is een gemeentelijk monument.
De lange gevel aan de Verwerhoek bestaat uit verschillende delen. Het zuidelijk deel is vroeg-16e-eeuws en heeft een topgevel met speklagen. Het geveldeel aan de Verwerhoek is grotendeels van Limburgse mergel met hardstenen omlijstingen om de onregelmatig geplaatste vensters. Op de bovenetage zijn de kruiskozijnen nog intact. De noordelijke vleugel van de gebouwen aan de Verwerhoek is 18e-eeuws. De eenvoudige baksteengevel aan de straatkant is wit gesausd. Aan de binnenplaats heeft dit deel echter een fraaie pilastergevel bekroond met een fronton.

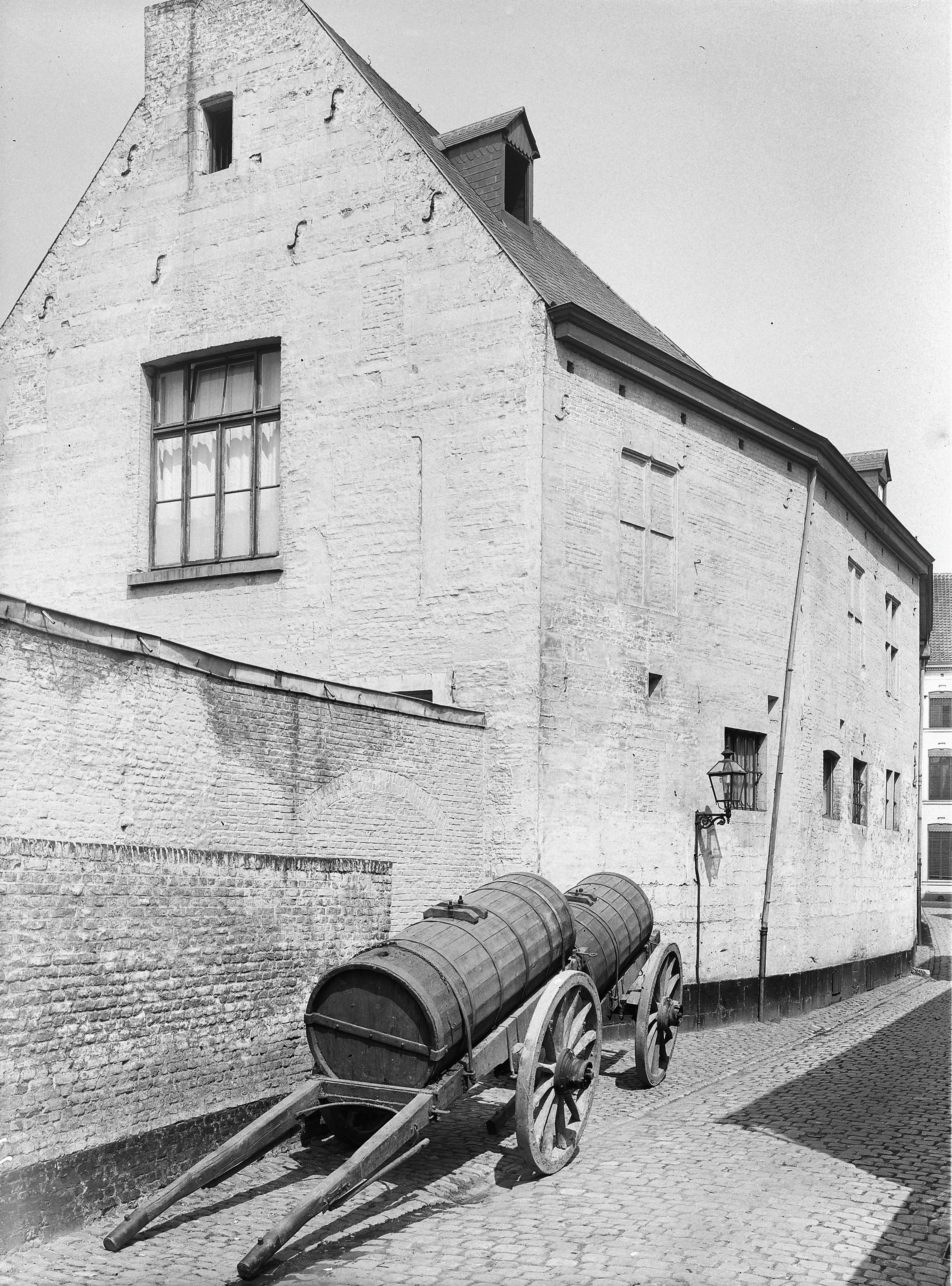
Verwerhoek, zuidvleugel
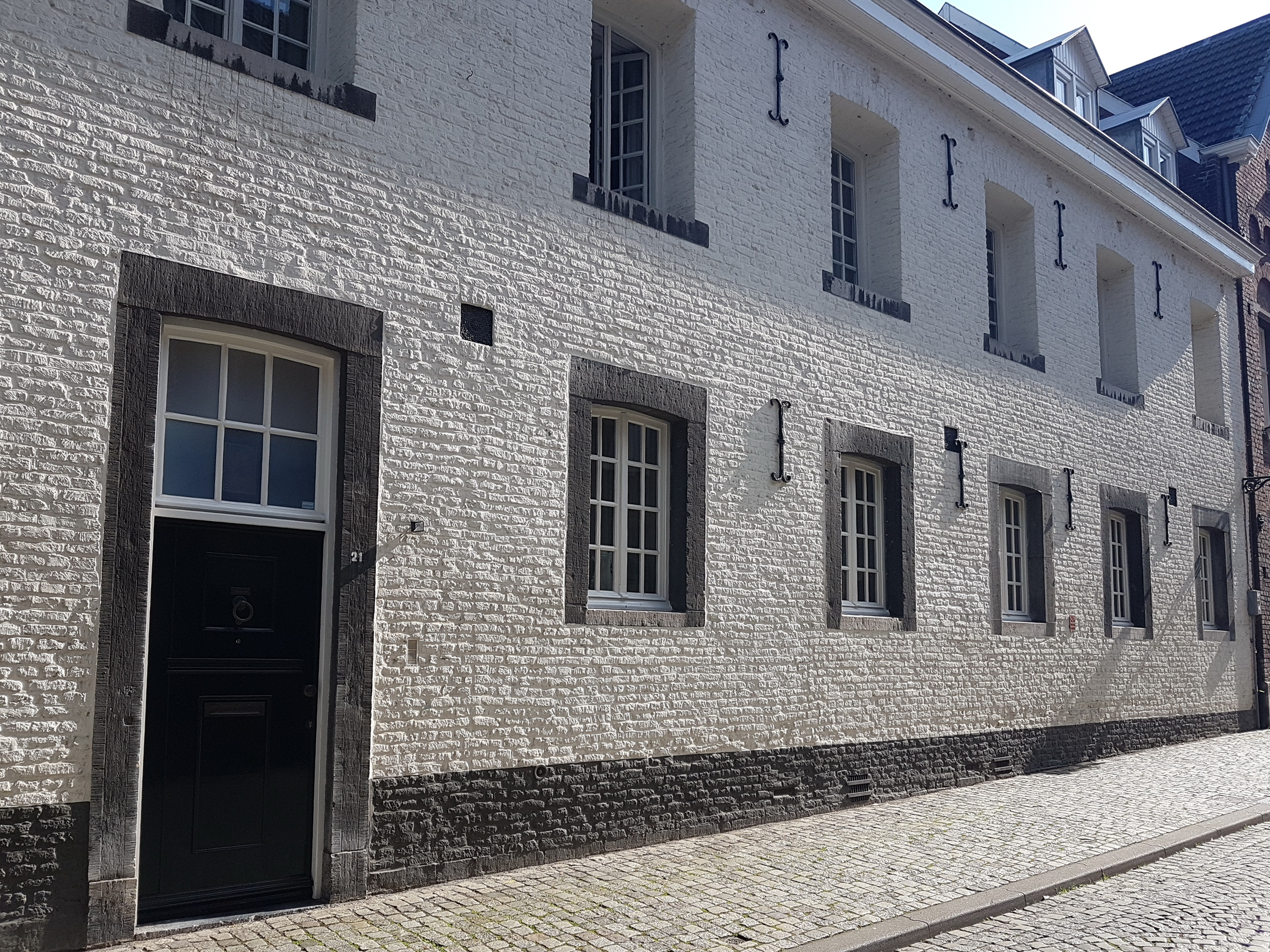
Lenculenstraat, lange gevel
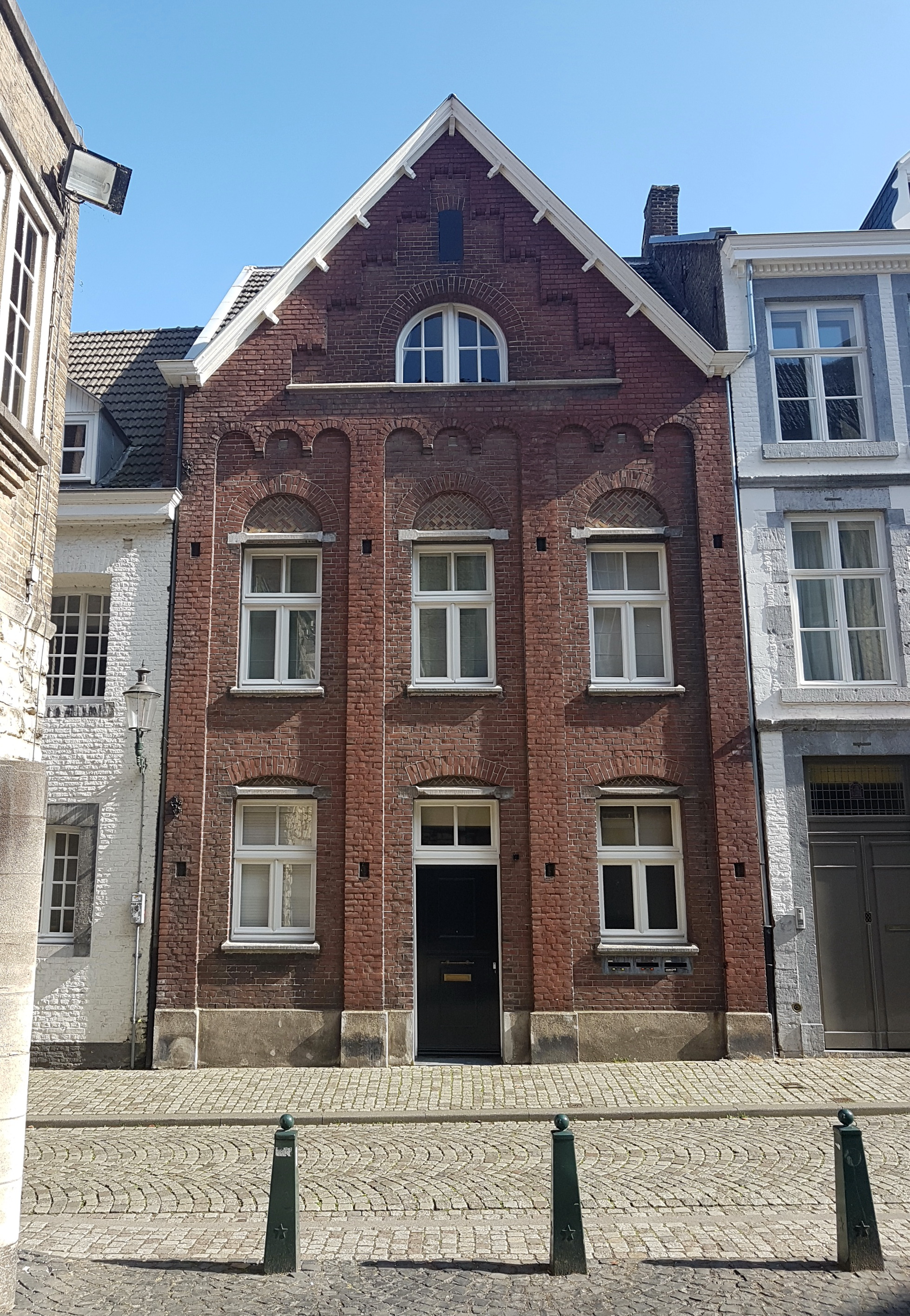
Lenculenstraat, puntgevel
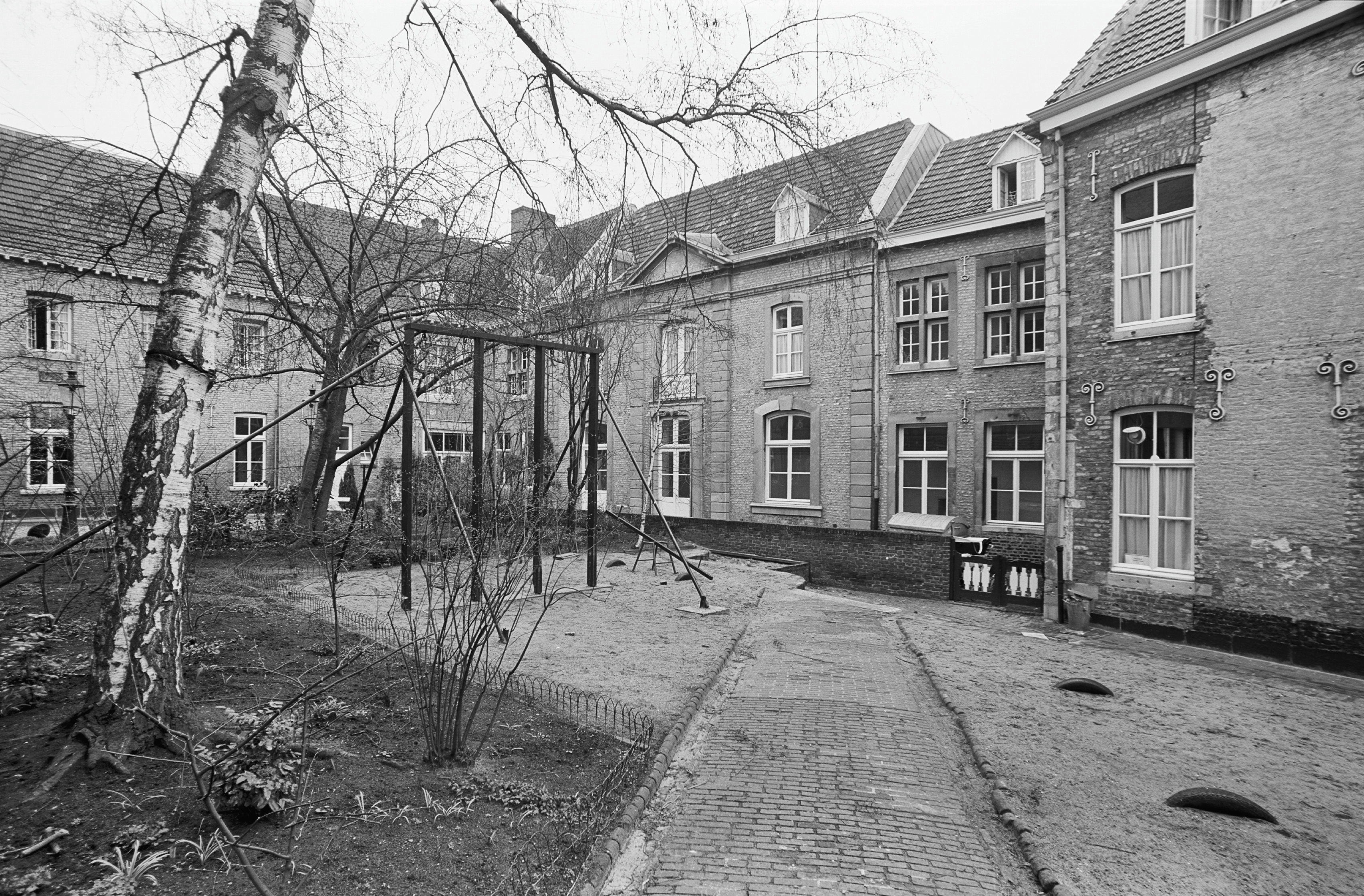
Hofzijde

### Kapel
De neogotische kapel van het weeshuis ligt aan de binnenplaats en werd omstreeks 1900 ontworpen door Johannes Kayser. De kapel werd gebouwd in opdracht van de Zusters Onder de Bogen, die het weeshuis toen beheerden. Dezelfde architect bouwde rond die tijd de nieuwe kloosterkerk van de Zusters Onder de Bogen aan het Sint Servaasklooster. Kenmerkend voor de vormentaal van Kayser zijn de baksteendecoraties, de trapgevels met hardstenen elementen en de roosvensters, waarvan de kapel er twee heeft. Het gebouw is een eenbeukige zaalkerk van drie traveeën met een rechthoekig koor en een traptorentje tegen de zuidoosthoek van het schip. Het interieur is zeer eenvoudig. De muren zijn tegenwoordig wit geschilderd, waardoor de kleurige baksteendecoraties niet meer zichtbaar zijn. Het houten tongewelf vertoont wel nog de oorspronkelijke decoraties. Ook bezit de kapel gebrandschilderde vensters met voorstellingen uit het leven van Sint-Lambertus. Mogelijk was de kapel aan deze Maastrichtse heilige gewijd en diende hij de wezen tot voorbeeld.

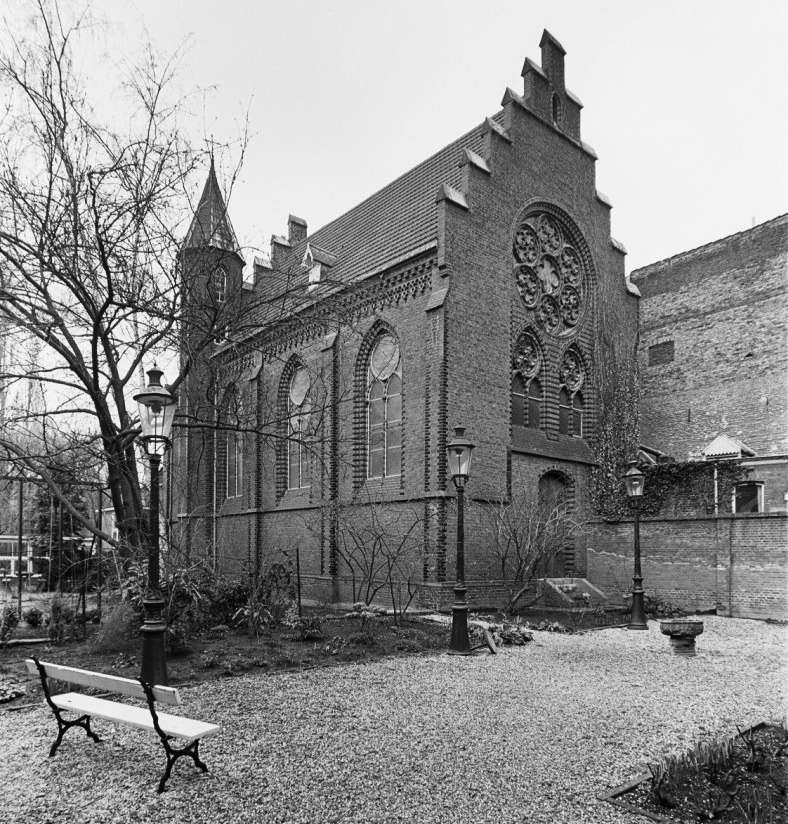
Kapel vanuit het noordoosten
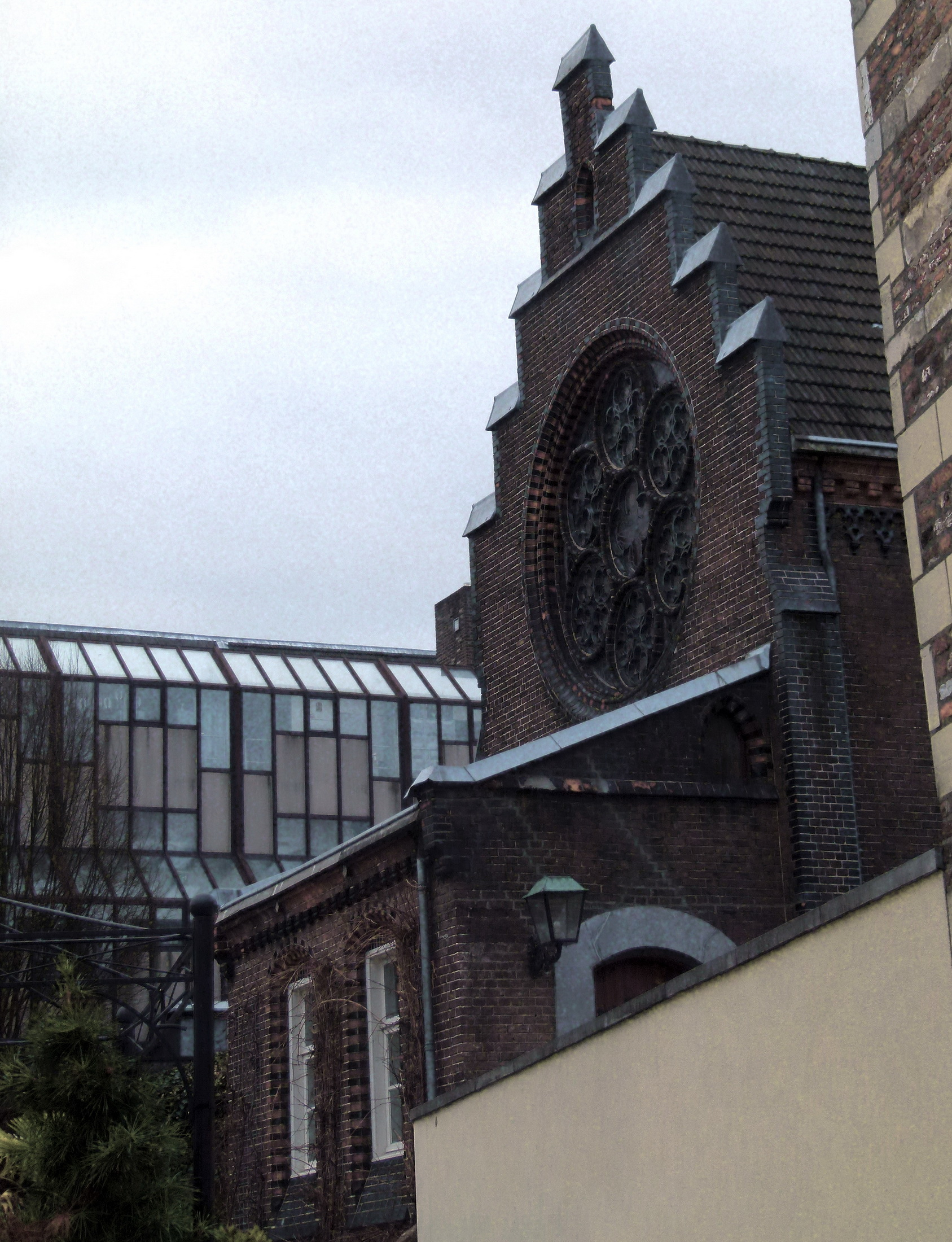
Detail zuidgevel
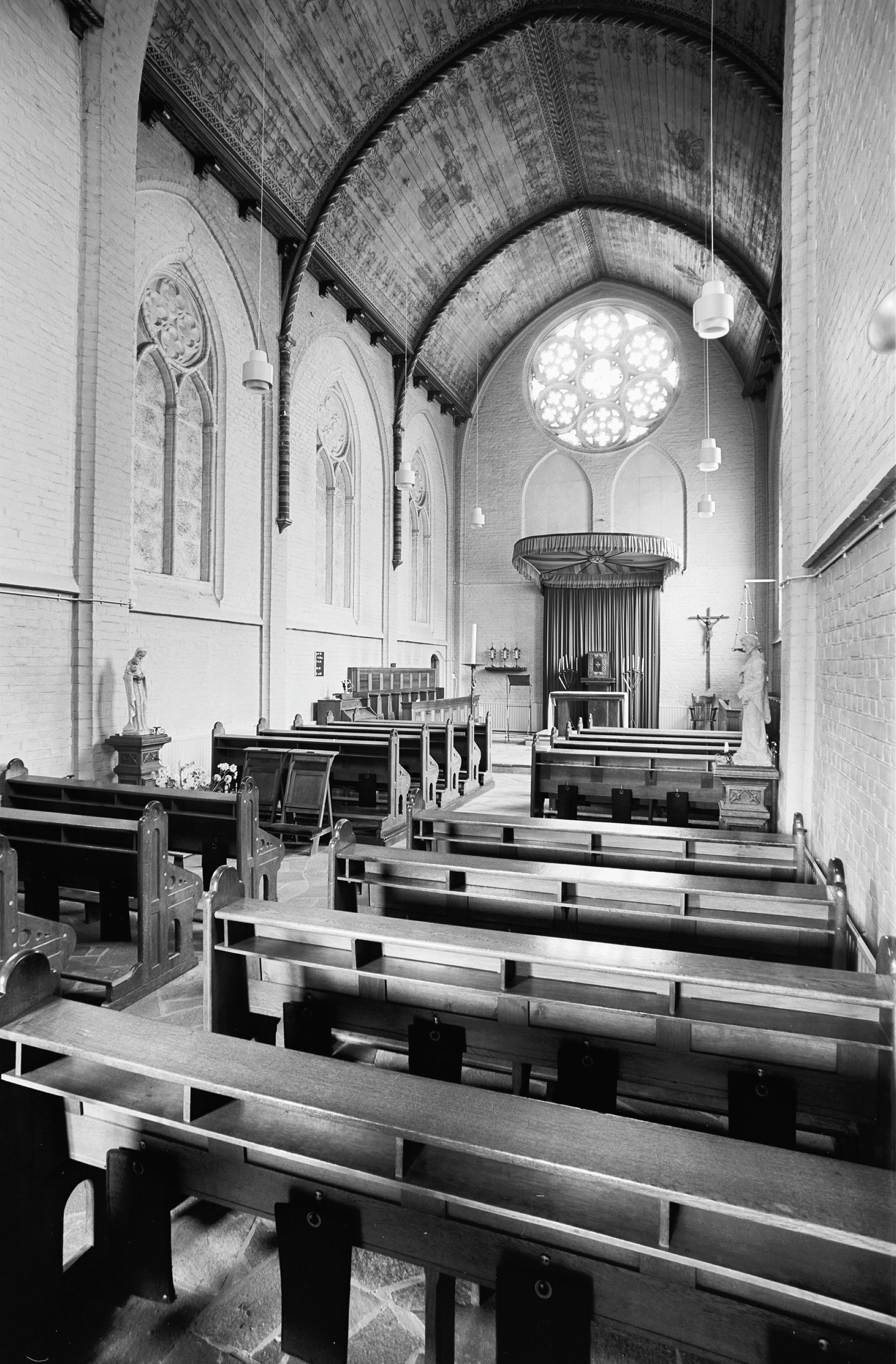
Interieur, 1979
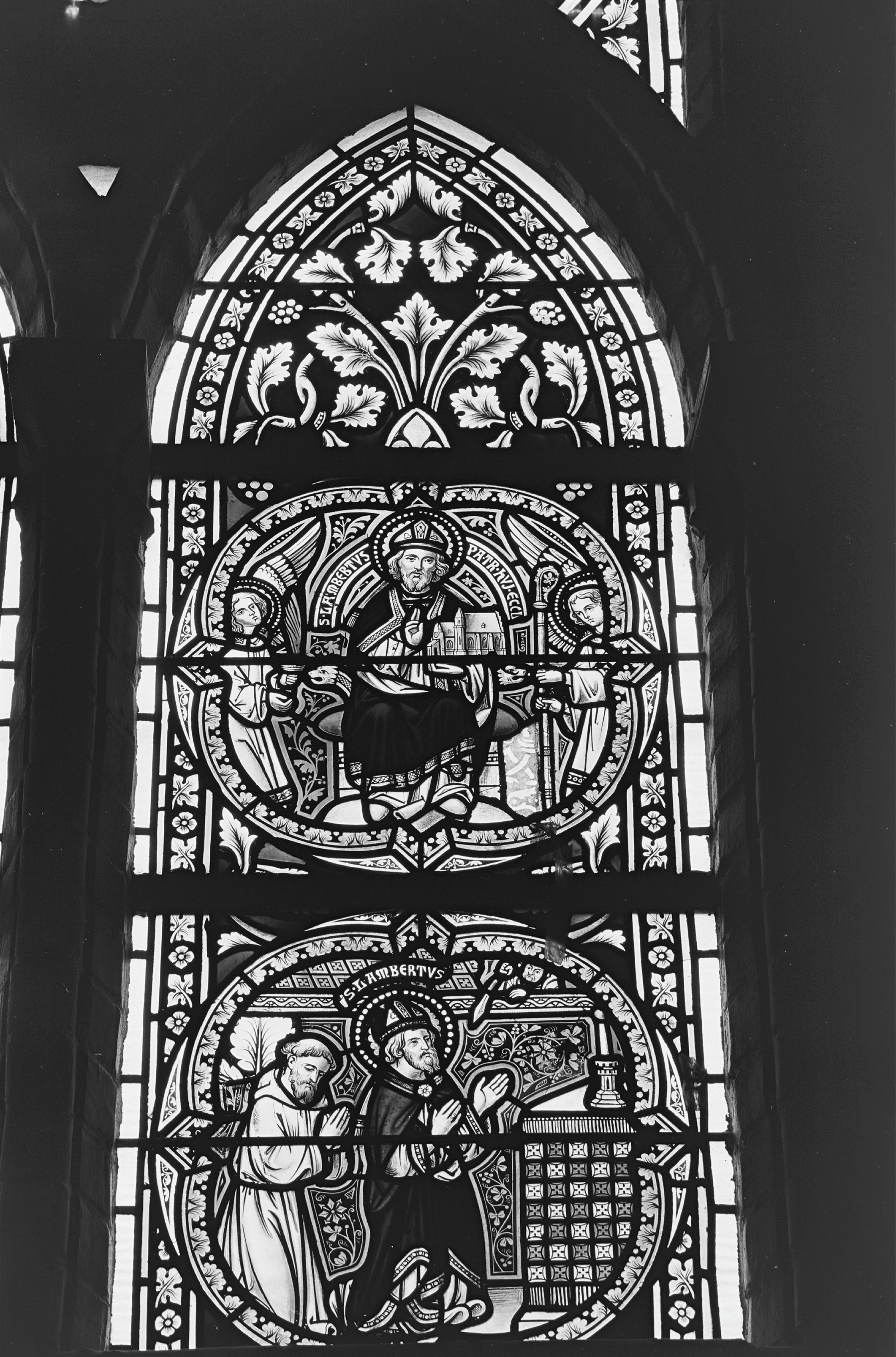
Gebrandschilderd raam

## Nalatenschap R.K. Weeshuis
Een deel van de nalatenschap van het opgeheven weeshuis is terechtgekomen in de Schatkamer van de Sint-Servaasbasiliek. Onder de schilderijen bevinden zich diverse portretten, onder anderen van een lid van de familie Nijs (1619) en van Guilielmus Lipsen, die vanaf 1661 deken van het kapittel van Sint-Servaas was. Een zilveren reliëf van de Vierstromenfontein op het Piazza Navona in Rome bevindt zich eveneens in de Schatkamer van de Sint-Servaas. Het is een fraai voorbeeld van Maastrichts zilver, in 1710-12 vervaardigd door Fredericus Wery en in 1780 door Wery's dochter Mechteld geschonken aan het R.K. Weeshuis. In dezelfde schatkamer bevinden zich diverse kostbare liturgische voorwerpen uit de voormalige weeshuiskapel, waaronder een verguld zilveren ciborie uit 1629, een verguld zilveren miskelk uit het midden van de 17e eeuw en een zilveren reliekenkruis uit 1787. Over de verblijfplaats van diverse andere schilderijen en antiek meubilair is niets bekend. Het weeshuis bezat bij de opheffing een vijftal kisten uit de 15e tot 17e eeuw en een serie eikenhouten stoelen en kasten uit de 17e en 18e eeuw.

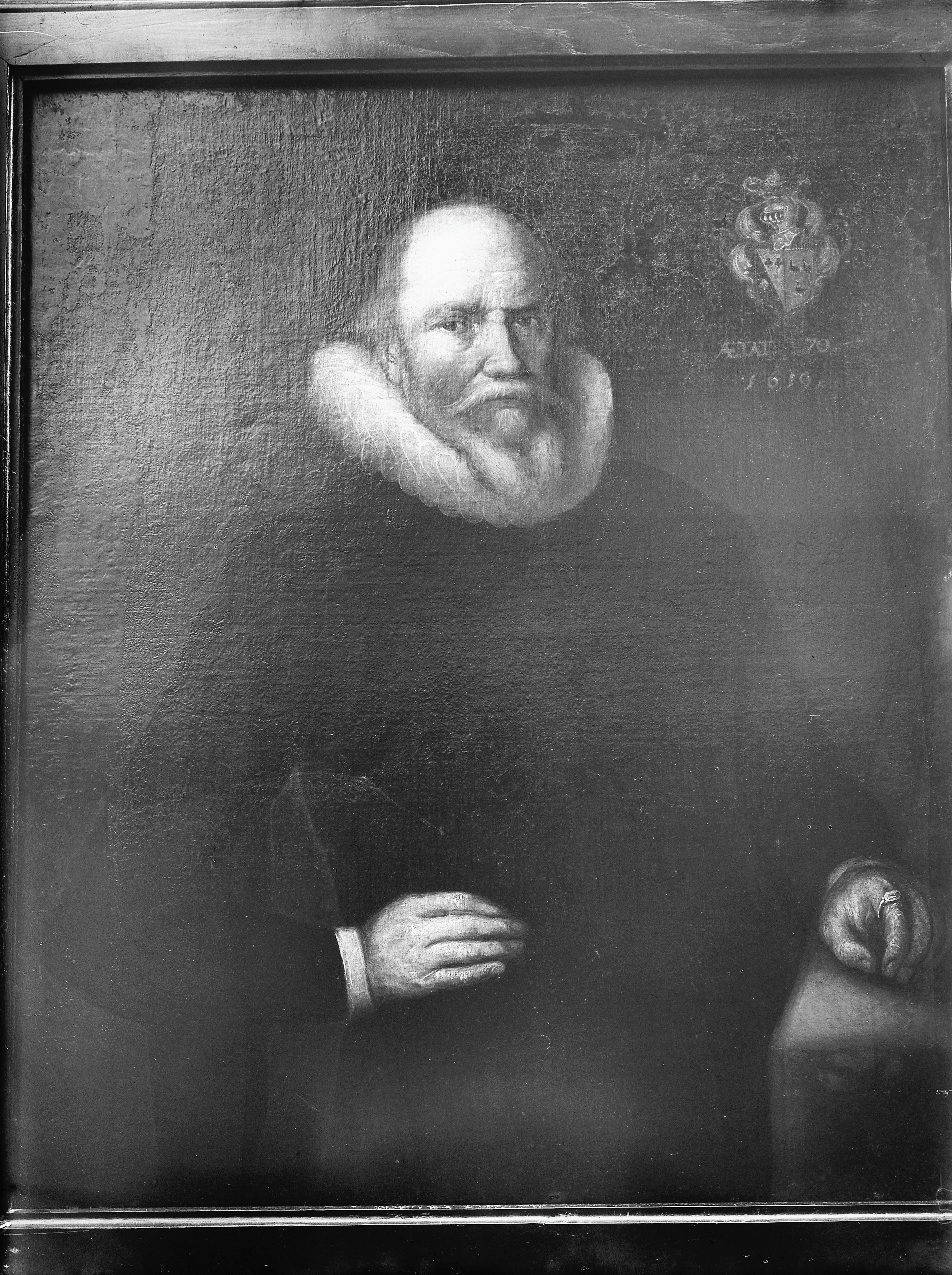
Portret Nijs, 1619
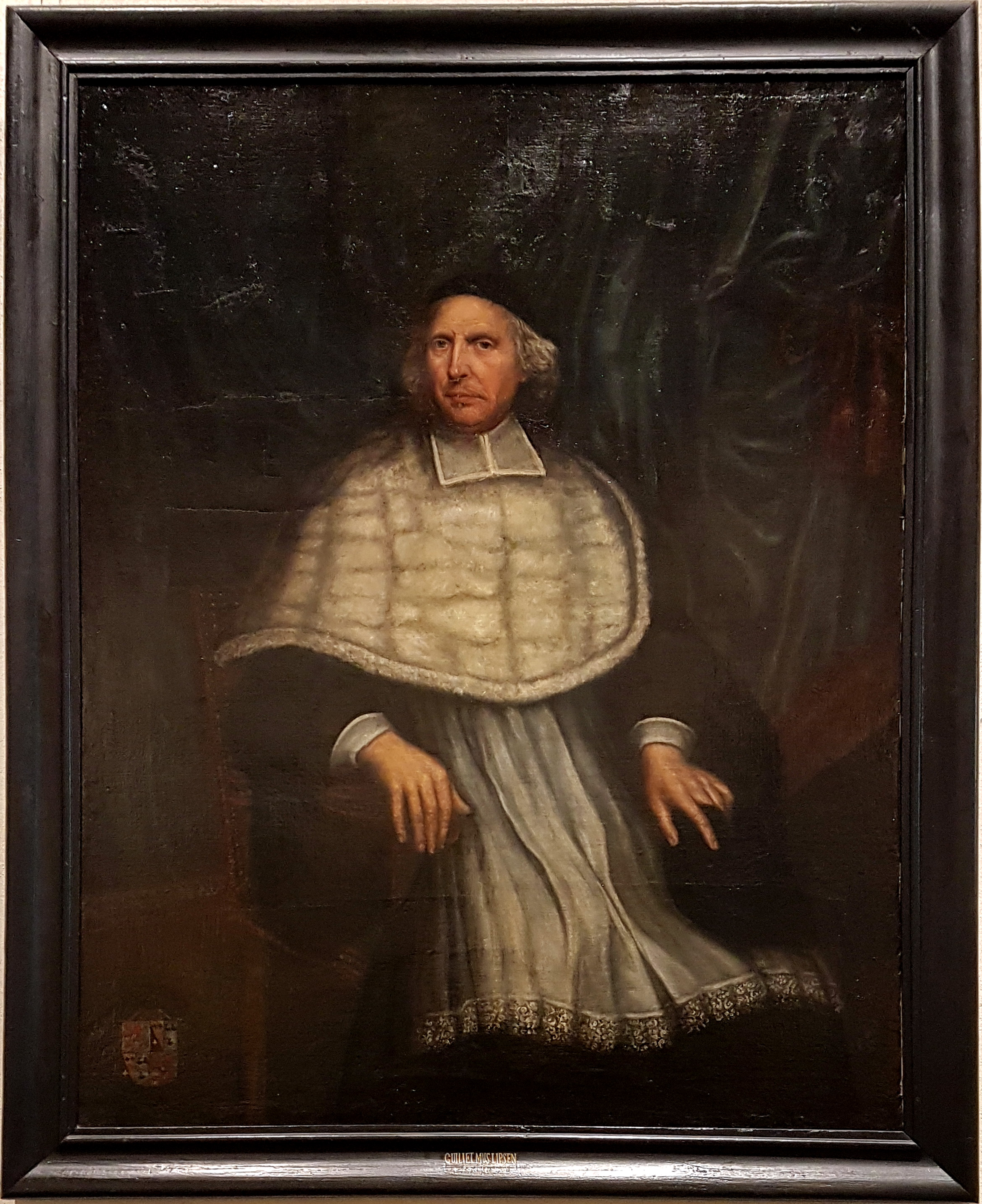
Portret Lipsen, 17e eeuw
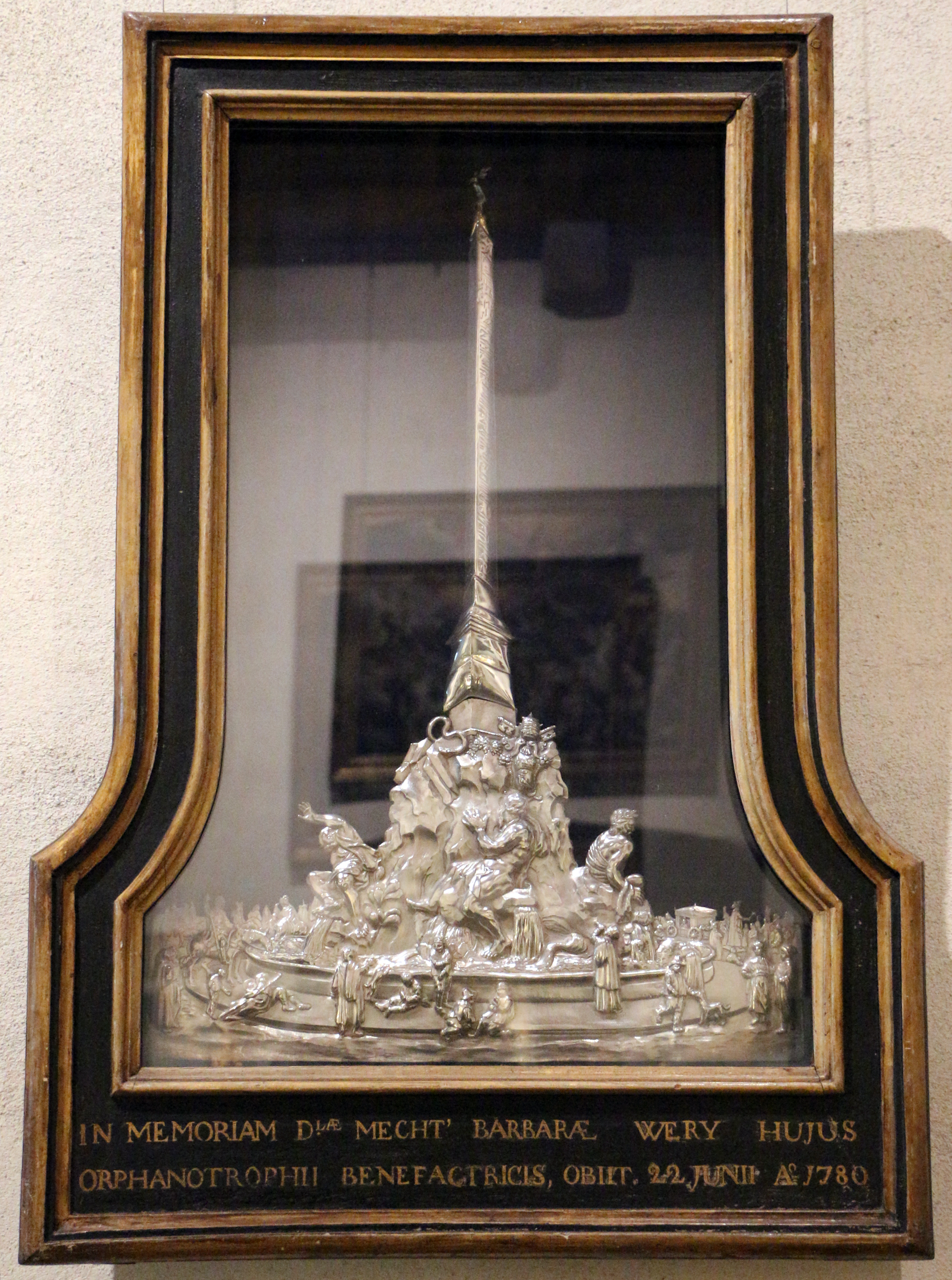
Zilveren reliëf, 1710-12
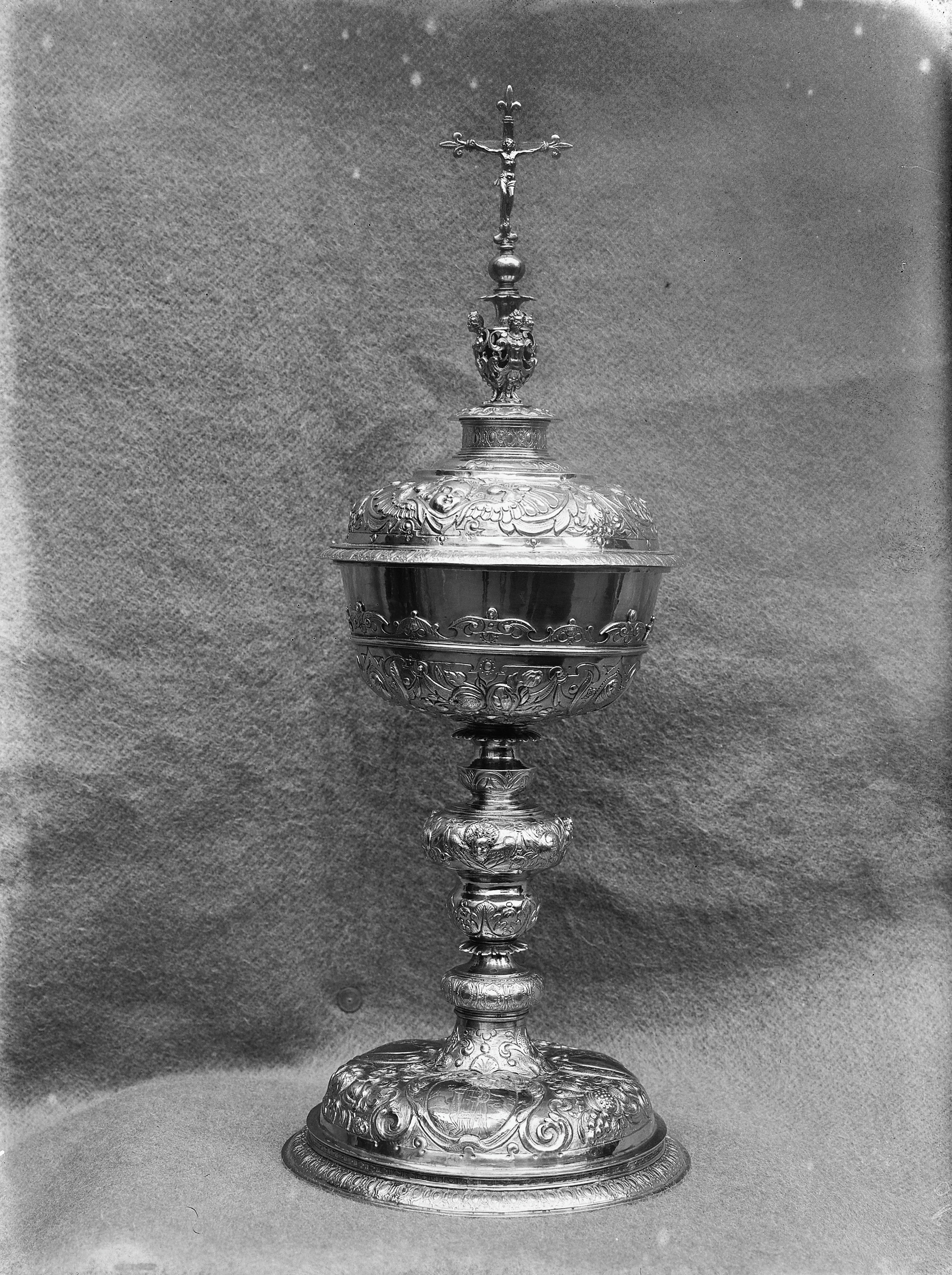
Verguld zilveren ciborie, 1629